# Rudin
Rudin (rusky Рудин) je román ruského spisovatele Ivana Sergejeviče Turgeněva, který je znám zejména díky svému dílu Otcové a děti (1862). Román poprvé vyšel v roce 1856 a jedná se o Turgeněvův první dokončený román. Ještě před knižním vydáním vyšel počátkem roku 1856 v ruském časopise Sovremennik. Děj je zasazen do ruské společnosti 40. let 19. století. Hlavní postava Rudin spolu s Evženem Oněginem od Puškina, Oblomovem od Gončarova a Pečorinem (z románu Hrdina naší doby) od Lermontova je typickým představitelem zbytečného člověka.

## Charakteristika hlavních postav
Dmitrij Nikolajevič Rudin
Zhruba pětatřicetiletý vzdělaný muž (ve dvanácté kapitole a epilogu již o několik let starší), vysoká postava, snědá tvář, modré oči, kadeřavé vlasy, široký nos, vysoký hlas. Povahově je to nadšený idealista a vynikající řečník, který žije pouhou fantazií a není schopen svoje slova přetransformovat v činy, chybí mu vytrvalá povaha. V rovině soukromého života, konkrétně v lásce, neobstojí podobně jako další zbyteční lidé ruské klasické literatury.
Natálie Alexejevna Lasunská
Sedmnáctiletá, inteligentní, zprvu dětsky důvěřivá a naivní dívka, která v románu prochází vývojem. Postupně procitá a uvědomuje si, že se mýlila ve svém ideálu – toužila po skutcích, hledala vůdce. Rudin ji však zklamal. Nakonec po osudné schůzce s Rudinem u Avďuchinina rybníka procitla úplně, a stala se tak zralou, sebevědomou a uvědomělou ženou, která uvažuje logicky a nezávisle.
Michal Michajlo Ležňov
Asi třicetiletý bohatý majitel půdy, vzhledově je však popisován nevábně – líný úsměv, obnošený svrchník, shrbený, uprášený, žluté vlasy čouhající z čepice, avšak dobrosrdečný obličej. Mnohem více času, než u Darji Michajlovny, tráví v domě Alexandry Pavlovny, se kterou se přátelí stejně jako s jejím bratrem Volyncevem. Zprvu je Rudinovým odporovatelem, s odstupem času se však stává jeho zastáncem.

## Děj
Děj se odehrává zejména v jedné malé ruské vesnici, na které nám je představen život ruské šlechty. Většina obyvatel z vyšší vrstvy si krátí dlouhé chvíle scházením se u Darji Michajlovny Lasunské, která na vsi žije jen přechodně. Darja Michajlovna je vdova se třemi dětmi – dvěma malými syny a sedmnáctiletou dcerou Natálií Alexejevnou. U Lasunské se tak schází postarší cynik Pigasov, který je považován za vrchol inteligence, milá Alexandra Pavlovna Lipinová, její bratr Volyncev, který je zamilovaný do Natálie, učitel Basistov, či velice přikloněný Darje Michajlovně Pandalevskij.
Jednoho večera Darja Michajlovna očekává příjezd jejího známého, Barona Muffela. Místo něj však dojíždí jeho sluha Rudin. Ten všechny okouzluje svou řečnickou schopností, a tím, že vítězí ve slovní roztržce s Pigasovem. Stává se tak středem pozornosti. Ženami i Basistovem je opěvován, Pigasov, Volyncev a Alexandrin přítel Ležňov Rudinovi tak nepodléhají. Také se dozvídáme, že Ležňov se s Rudinem zná už od mládí, ale jejich cesty se rozešly. Podotýká, že Rudin je chladný a neschopný činu, ač je to vynikající řečník.
Rudin zůstává bydlet v domě u Darji Michajlovny a čím dál více svůj čas tráví s její dcerou Natálií Alexejevnou, což se vůbec nezamlouvá její matce. Jednoho dne si však vzájemně Rudin s Natálií vyznají v altáně lásku, což zaslechne Pandalevskij, který neváhá vše sdělit Darje Michajlovně. Ta prohlásí, že by svou dceru viděla raději mrtvou než jako ženu Rudina. Natálie chce utéct z domova, avšak Rudin ji zklame svým postojem k věci. Nechce s ní nic podobného podnikat, chce „se podrobit“ rozhodnutí Darji Michajlovny. Rudinovi se podaří sbalit a odjet dřív, než by byl z domu stejně vyhozen. Stihl však napsat ještě dva dopisy, jeden Volyncevovi s omluvou jeho chování, a jeden Natálii.

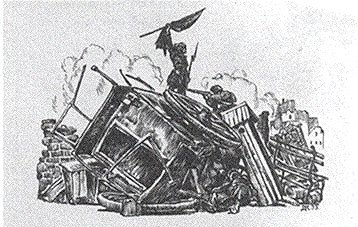
Rudin v závěrečné scéně na barikádách s rudým praporem v ruce. Ilustrace: Dmitry Kardovsky

Poslední dvanáctá kapitola se odehrává o dva roky později. Ležňov se oženil s Alexandrou Pavlovnou a mají spolu syna, Volyncev požádal o ruku Natálii, která včetně její matky souhlasila. V epilogu, který znázorňuje období ještě o další roky později, dochází k náhodnému sejití Ležňova a Rudina. Ležňov pozval Rudina na večeři, při které mu Rudin vypráví o svých cestách, zážitcích a pokusech jednat. Ležňov na Rudina mění názor. Nakonec se po letech opět dohodnou na vzájemném tykání.
V závěru knihy dochází při povstání národních dílen v Paříži roku 1848 ke smrti Rudina na barikádách.

## Přijetí díla a interpretace
První podoba, kterou předložil svým nejbližším literárním přátelům, neměla větší úspěch. Po vytknutí přehnaného vyzdvihování Rudinovy povrchnosti a celkově jednostrannému podání Turgeněv došel k závěru, že svoje dílo musí přepracovat. Tím, že poukázal i na světlé stránky Rudina a zasadil jeho charakter do širšího společenského a duchovního kontextu, Turgeněv dokázal pozvednout román do takové roviny, o kterou již déle usiloval. „do roviny aktuálního sociálně psychologického, do značné míry i sociálně historického románu se zásadním společenskoideovým dosahem.“
Ruský spisovatel M. J. Saltykov-Ščedrin se vyjadřuje mimo jiné i k Rudinovi takto: „A co je možno říci… o Turgeněvových dílech? To, že po jejich přečtení se lehko dýchá, lehko věří, teple cítí! Že si jasně uvědomuješ, jak tvoje mravní úroveň stoupá, že v myšlenkách děkuješ autorovi a miluješ ho…“. Celkový nenásilný přístup k zobrazované realitě a vypravěčská pohoda se také setkali s kladnou odezvou. Turgeněv tak touto delší novelou či kratším románem dokázal složit jakousi pomyslnou spisovatelskou maturitu.
Ač je Rudin charakterizován jako tzv. zbytečný člověk, který je charakteristický pro ruský život ve čtyřicátých letech, pro nějž jsou příznačné vlastnosti jako slabá vůle, neschopnost činu či rozvinutá schopnost uvažovat a rozebírat svoje nitro, je přeci jen něčím jiný od zbylých představitelů zbytečného člověka. Rudin se nenechává zatlačit do kouta na pozici znechucení, rezignace či stažení do sebe. Rudin nepřestává žít, stále touží po pravdě, ohromuje mladé lidi a zastává jakousi potenciálně revolucionizující funkci, když se snaží propagovat myšlenky revolučního typu.

## Adaptace
První filmová adaptace vznikla v Rusku roku 1977. Režisér Konstantin Voinov natočil film Rudin v hlavní roli s Olegem Efremovem.
Na motivy Turgeněvova románu byl natočen film i v Československu, jen o několik let později (1985). Režisérkou je Eva Sadková, roli Rudina ztvárňuje Vladimír Kratina. V dalších rolích se představuje například Zlata Adamovská nebo Jan Hrušínský.